# Toxomerus incaicus
Toxomerus incaicus är en tvåvingeart som beskrevs av Sack 1941. Toxomerus incaicus ingår i släktet Toxomerus och familjen blomflugor. Inga underarter finns listade i Catalogue of Life.